# Bisdom Centuria

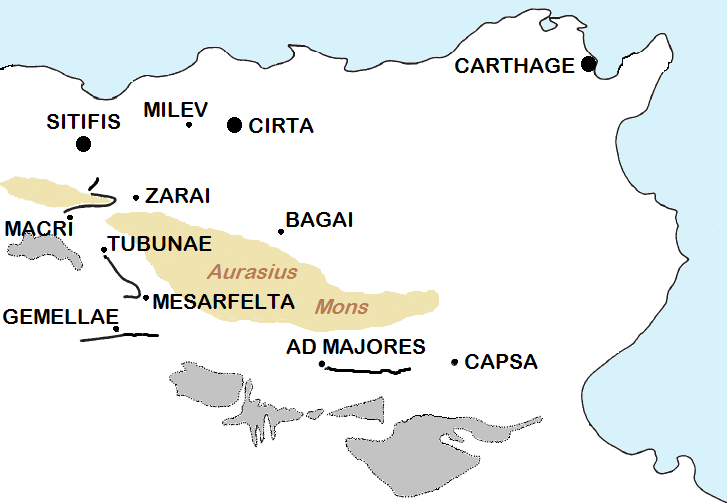
Romeinse stad Cirta, gelegen in Numidië. Centuria hing kerkelijk af van Cirta.

Het bisdom Centuria (Latijn: Diocesis Centuriensis) was een West-Romeins bisdom in het huidige Algerije, in de 5e eeuw.

## Romeins bisdom
De bisschopszetel was de Romeinse stad Centuria, een stad in de provincie Numidië. Zowel het dorp Aïn-Hadjar-Allah als het dorp Fedj-Deriasse komen in aanmerking voor de huidige site van deze stad van weleer. De bisschoppen waren suffragaan van het bisdom Cirta, een belangrijke koloniale stad van de Romeinen (zie kaart).
Drie bisschoppen van Centuria zijn bekend: Quidvultdeus, Cresconius, een donatisten bisschop, en Gennarus. Deze laatste viel, zoals de meeste Romeinse bisschoppen, in ongenade bij Hunerik, koning van het Vandalenrijk in Noord-Afrika. Gennarus ging in ballingschap en het bisdom Centuria hield op te bestaan (484).

## Titulair bisdom
Sinds de 17e eeuw verleent de Rooms-katholieke kerk de titel van bisschop van Centuria als een eretitel.